# Qie Geng
König Qiě Gēng (chinesisch 且庚) (* ? v. Chr.; † 1226 v. Chr.) herrschte als König der Shang-Dynastie über China.

## Leben
Seine Hauptstadt war in Yin (殷). Es wird angenommen, dass Zu Geng der Auftraggeber und Widmungsträger des Houmuwu Ding war, das er zum Andenken an seine Mutter Fu Jing anfertigen ließ.
Er war der Sohn des Königs Wu Ding. Er hat ehrerbietig dem König Wu Ding den Tempelnamen Gāo Zōng (chinesisch 高宗) überreicht.
Er regierte nach dem Tod seines Vaters Wu Ding, sieben Jahre lang und wurde von seinem Bruder Zu Jia abgelöst.